# Cantón de La Bassée
El cantón de La Bassée era una división administrativa francesa, que estaba situada en el departamento de Norte y la región de Norte-Paso de Calais.

## Composición
El cantón estaba formado por once comunas:
- Aubers
- Fournes-en-Weppes
- Fromelles
- Hantay
- Herlies
- Illies
- La Bassée
- Marquillies
- Sainghin-en-Weppes
- Salomé
- Wicres

## Supresión del cantón de La Bassée
En aplicación del Decreto nº 2014-167 de 17 de febrero de 2014, el cantón de La Bassée fue suprimido el 22 de marzo de 2015 y sus 11 comunas pasaron a formar parte del nuevo cantón de Annœullin.